# Església del Pilar de Bonrepòs
L'església parroquial del Pilar és un temple situat al municipi de Bonrepòs i Mirambell. És un Bé de Rellevància Local amb identificador nombre 46.13.074-005. Construïda en la segona meitat del segle xviii, destaca l'esvelt campanar de tres cossos i cupuleta. Decoració barroca amb olis sobre llenç en ovals disposats sobre els arcs d'accés a les capelles. Il·luminació mitjançant vitralls de factura moderna. S'hi conserva una creu processional del segle xviii amb lignum crucis.

## Les Campanes
Té un conjunt de quatre campanes dedicades a Jesús, Sant Vicent Ferrer, Sant Joan i la Mare de Déu del Pilar.